# 불간섭 조약 (스페인 내전)
불간섭 조약(Non-Intervention Agreement)은 스페인 내전이 발발한 이후 스페인 내전의 확전을 피하기 위해 국제연맹 회원국들이 병력이나 군수 물자를 지원하지 않게 체결된 조약이다. 1936년 8월 영국의 네빌 체임벌린과 프랑스의 레옹 블룸이 불간섭 위원회를 구성하고 조약의 내용을 기초하였으며 이는 최종적으로 국제연맹에 의해 승인되었다.
불간섭 위원회는 1936년 9월 9일 스위스에서 1차 회의를 가졌고 9월 14일 2차 회의를 통하여 조약을 확정지었다. 확정된 조약은 영국, 프랑스를 비롯하여 독일과 이탈리아, 소련, 벨기에, 스웨덴, 체코슬로바키아 등 기타 27개 국가들 또한 조약을 승인했으나, 이는 결론적으로 공화파의 패배에 일조했다. 독일과 이탈리아, 그리고 소련은 밥먹듯이 조약을 어겼고, 1936년 12월까지는 프랑스 또한 제대로 지키지 않았다. 체결 이후부터 조약을 성실히 이행한 강대국은 오직 영국밖에 없었다. 공화파는 이 조약으로 심각한 국제적 고립을 동반한 사실상의 경제적 금수조치를 당했다. 때문에 조약은 독일과 이탈리아에게 '국민파에 대한 프랑스와 영국의 즉각적인 지지'라며 조롱당했다.

## 불간섭 조약
독일과 이탈리아는 스페인 내전이 발발했을 때부터 국민파를 지지함과 동시에 소련은 1936년 11월부터 본격적으로 공화파를 지원하며 내전에서 손을 쓰기 시작했다. 이에 국제 세계에서는 스페인 내전의 대리전으로의 변질과 내전의 확전을 막기 위한 '장치'의 필요성이 대두되었다.
1936년 8월 3일에 주이탈리아 프랑스 대사 샤를 드 샹브룬은 이탈리아에게 불간섭 조약을 제시했다. 갈레아초 치아노는 검토를 약속하며 미적지근하게 반응했지만 영국은 이에 호응했다. 이와 동시에 콘스탄틴 폰 노이라트에게 또한 제시했는데, 독일의 공식적인 입장은 "조약은 불필요하나, 소련이 참석한다면 내전의 확산에 대해 논의할 수는 있다"며 이에 대응했다.
이후 1936년 8월 7일에 프랑스는 일방적으로 불간섭 조약을 선포했다.선언문의 초안은 독일과 이탈리아게도 주어진 가운데 영국, 벨기에 네덜란드, 체코슬로바키아는 이를 받아들이며 스페인으로 향하는 군수물자의 자국 통행을 금지했다. 그러나 이 조약은 해당 국가들의 대중적인 지지는 있었으나 일부 정당들의 지지는 이끌어내지 못했다. 프랑스 내 좌익들은 공화파를 지원해야 한다며 외쳤고, 영국의 노동당은 1937년에 불간섭 조약을 거부했다.
이러한 유럽 국가들의 지지가 이어지자 1936년 8월 5일에 미국 또한 불간섭 조약을 이행할 것을 발표했는데, 공식적인 발표는 아니었다. 그러나 글렌 L. 마틴 컴퍼니가 공화파에 8대의 폭격기의 판매에 대한 허용을 구했으나 연방정부는 이에 부정적이었다. 결론적으로 고립주의를 표방하던 미국조차 불간섭 조약에 뛰어들자 국제적으로 소외되는 것을 원치 않던 소련 또한 8월 23일에 조약에 뛰어들어 불간섭 조약에 동의했다.

## 불간섭 위원회
스페인 내전은 런던, 파리, 로마, 그리고 베를린에서 해결되었다 - 그러나 스페인에서는 해결되지 않았다.
 — 조지 오웰
불간섭 위원회의 목적은 조약과 마찬가지로 스페인 내전의 확전을 저지하는 것이었다.

### 첫 번째 회담
위원회는 1936년 9월 9일 첫 회담을 가졌는데, 스위스를 제외한 유럽에서의 대표단들만이 참석한 채로 있었다. 샤를 코르빈이 프랑스를, 윌리엄 모리슨이 영국을, 디노 그란디와 이반 마이스키가 각각 이탈리아와 소련을 대표했다. 이때 영국은 이탈리아의 항공기가 마요르카에 착륙한 것에 대해 두 번 항의했는데, 여기서 스탠리 볼드윈과 레옹 블룸은 스페인에 대한 불간섭이 곧 유럽에 대한 이득이라고 믿고 있었다. 이때 불간섭 조약이 국민파의 독일과 이탈리아의 지원을 저지하지 못함이 명백하게 드러나자 소련 또한 공화파의 지원을 재개했다.

### 두 번째 회담
불간섭 위원회에서 의원들은 스페인에 대한 개입을 해명하거나 은폐하는데 바빴기 때문에, 이것을 '중재위원회'라고 부르는 것이 더 나았을 것이다.
 — 요아힘 폰 리벤트로프
두 번째 회담은 1936년 9월 14일에 열렸다. 두 번째 회담에서 불간섭 위원회는 벨기에, 영국, 체코슬로바키아, 프랑스, 독일, 이탈리아, 소련, 스웨덴의 대표들이 참여하는 '소위원회'를 설립하고자 했다. 그러나 그 중에서 영국, 프랑스, 독일, 이탈리아는 압도적으로 소위원회에서 걱정스러울 정도로 우세했다. 이후 1936년 11월 12일에는 조약 위반을 막기 위한 계획을 비준했다.

### 통제 계획

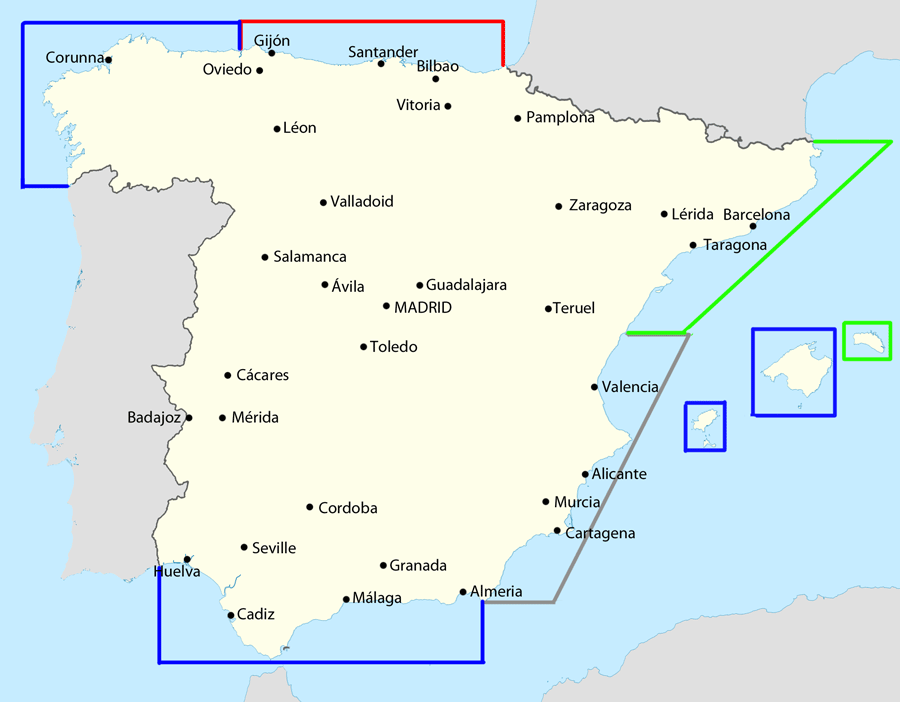
4개 국가의 통제 지역들. (빨간색: 영국, 파란색: 프랑스, 초록색: 이탈리아, 회색: 독일)

스페인의 항구와 국경에는 지속되어가는 개입을 막기 위해 '옵저버'들이 파견되었다. 또한, 포르투갈은 주포르투갈 영국 대사관의 주장에 동의했지만 옵저버들을 받아들이지는 않았다. 통제 계획의 비용은 89만 8천 파운드 정도로 추산되었는데, 영국과 프랑스, 이탈리아, 독일 소련이 각각 비용의 16%를 지불하고, 나머지 20%는 다른 22개국이 지불하게 되었다. 어쨌거나 통제 계획의 수립은 4월까지 걸렸으며, 이러한 계획은 공화파에게 지원 세력들의 '경찰'들이 스페인에 들어온다는 것으로 보였기 때문에 공화파의 모욕감을 가증시켰다.

## 결과
이 조약은 단순히 각국의 공식적인 지원을 금지하는 것이었으므로 이러한 대처에도 불구하고 비공식적인 지원은 계속되었다. 조약을 이끈 영국과 프랑스가 공화파 공화국 정부를 지지하면서도 이 조약으로 인해 지원에 소극적이었던 것과는 달리 독일과 이탈리아는 '의용군'이라는 명목으로 조약을 어기며 국민파에 대한 대규모 지원을 지속하였다.
독일군에서는 콘도르 군단이 투입되어 게르니카 폭격 사건과 같은 작전을 수행하였고, 이탈리아군 역시 5만명 이상의 병력들이 파견되었다. 그 결과 내전에서 프랑코와 국민파는 내전 초 10:1에서의 불리한 상황에서도 압도적인 군사력으로 승리할 수 있었다.

## 참고 문헌
- Beevor, Antony; The Battle for Spain, 2006
- 엔터니 비버, 김원중 역, 스페인 내전, 20세기 모든 이념들의 격전장, 교양인, 2006, ISBN 10-8991799426